# エリザベス・フリーマン (婦人参政権運動家)
エリザベス・フリーマン（Elisabeth Freeman、1876年9月12日 - 1942年2月27日）は、アメリカ合衆国の婦人参政権・公民権運動家。最も著名な業績はテキサス州ウェーコで発生した1916年5月のジェシー・ワシントンリンチ事件（「ウェーコの恐怖（Waco Horror）」とも呼ばれる）の状況について全米黒人地位向上協会（NAACP）の依頼で行った調査報告である。加えて、彼女は積極的に女性参政権のための集会や活動を行っており、1913年に行われたニューヨークからワシントンD.C.までのSuffrage Hikeへの参加でも著名である。イングランドで生まれ、子供の頃に母親および兄弟姉妹とともに合衆国へ移住した。そして幼少期は孤児院（orphanage）に住んでいた。

## 来歴
エリザベス・フリーマンは1876年にイングランドでメアリー・ホール・フリーマン（Mary Hall Freeman）の子供として生まれた。母メアリーは夫から遠ざけられていた。エリザベスは後に著名な芸術家となるジェーン・フリーマンの妹である。エリザベスと母メアリー、そして姉妹のクララ（ジェーン）、兄弟のジョンはアメリカに移り、ニューヨーク州ロングアイランドに住んだ。メアリーは聖ジョンランド孤児院（St. Johnland orphanage）で働き、彼女の子供たちもそこに住んだ。
貧困の中で成長したエリザベス・フリーマンは限られた教育しか受けられなかった。彼女は、救世軍の集会で元気づけられることに気付き、定期的にそれに参加した。フリーマンは一時ロンドンに戻り、そこで警官に殴られたある女性を助けた。この対決の後、フリーマンとその女性は両者とも逮捕された。フリーマンはこの女性に連れられて参政権運動に参加し、そこで演説やメディアワーク、勧誘など運動の手法を学んだ。ロンドンでこれらの技能を身に着けたフリーマンは、アメリカに戻り参政権運動で雇用された際にこれを活かした。

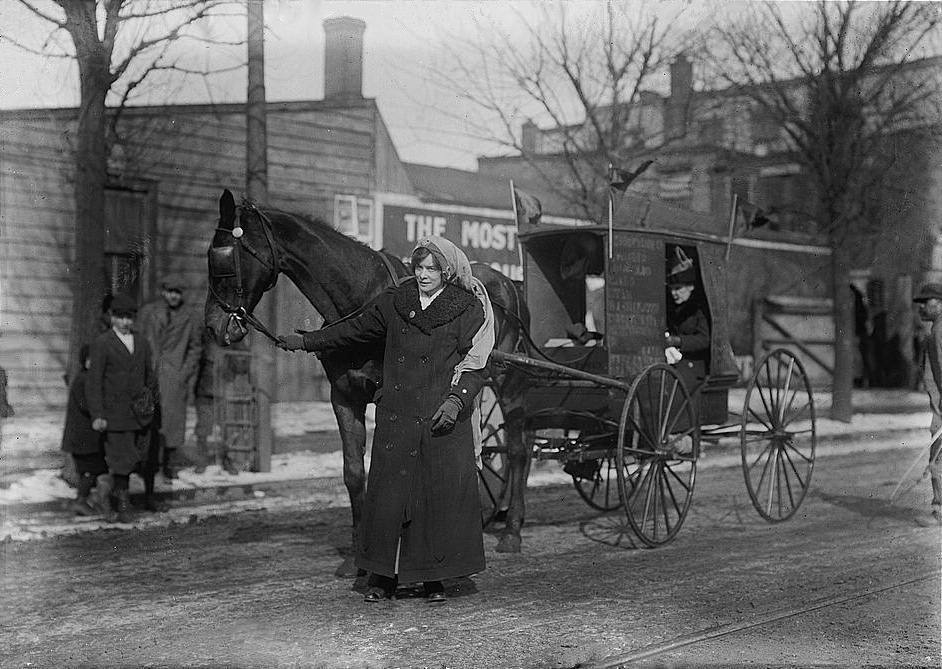
エリザベス・フリーマン、1913年。

フリーマンの活動の中で有名な事例は1913年に彼女がウッドロウ・ウィルソンのワシントン・D・Cにおける大統領就任式でのthe national Suffrage Hikeに参加した時のものである。ニューヨーク市での参政権獲得行進（suffrage march）の宣伝行動として、彼女はジプシーの服装を纏い、「女性のための投票（Votes for Women）」のスローガンを書き、女性参政権の文献を山積みした荷馬車を運転した。
彼女は1916年5月にテキサス州ダラスで開催された参政権運動の州大会に参加した。この頃、テキサス州ウェーコ市の若いアフリカ系農場労働者、ジェシー・ワシントンが殺人の罪で有罪判決を受け、およそ10,000人の群衆が集まる衆人環視の下で残忍なリンチにかけられた。全米黒人地位向上協会（NAACP）はフリーマンに接触し、ジェシー・ワシントンが嫌疑をかけられた殺人事件とリンチ事件の調査・報告のために彼女を雇った。
1週間の間、彼女は記者を称してリンチ事件についてウェーコのアフリカ系アメリカ人と白人たちの双方と話をした。フリーマンがW・E・B・デュボイスに提出したリンチ事件の報告書を活用し、NAACPはリンチ事件を広く知らせ、それを行ったアメリカ市民の暴虐に対する国民的関心を集めた。彼らのキャンペーンは公民権の力としてのNAACPの組織が確立する一助となった。この時期、NAACPはニューヨーク市に拠点を置いており、事務所の外側に横断幕（bannars）を掲げてリンチの広報を行った。そしてその弁護士（attorney）たちは多数のアフリカ系アメリカ人の保護に全国的に関与するようになった。

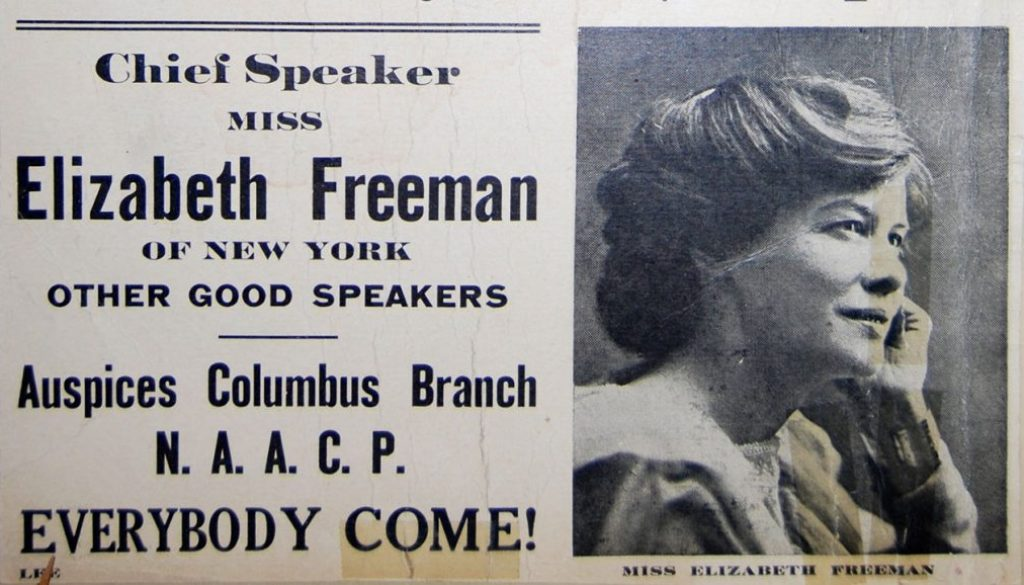
NAACPでのエリザベス・フリーマンの講話。

アメリカ合衆国がヨーロッパの大戦争（第一次世界大戦）に関与していた1917年から1919年の間、フリーマンは平和運動に積極的であった。彼女は議会にロビー活動を行い、公民権運動のための闘いも継続した。大戦に関するアメリカ政府の政策に反対したことは強い敵対的反応をもたらした。フリーマンは1925年からマサチューセッツ州プロビンスタウンでアンティークショップを経営しており、1937年に健康上の理由でカリフォルニア州パサデナに移った。1942年2月、胸膜炎によって死去した。